# Röblingen am See
Röblingen am See è un ex comune tedesco di 3 059 abitanti, situato nel land della Sassonia-Anhalt, oggi frazione di Seegebiet Mansfelder Land. Il 1º gennaio 2010, insieme ai comuni di Amsdorf, Aseleben, Erdeborn, Hornburg, Lüttchendorf, Neehausen, Seeburg, Stedten e Wansleben am See, formò infatti il comune di Seegebiet Mansfelder Land.